# Neil Smith (giocatore di football americano)
Neil Smith (New Orleans, 10 aprile 1966) è un ex giocatore di football americano statunitense che ha giocato nel ruolo di defensive end nella National Football League (NFL). Fu scelto come secondo assoluto del Draft NFL 1988 dai Kansas City Chiefs. Al college ha giocato a football all'Università del Nebraska-Lincoln.

## Carriera professionistica
Bennett fu scelto come secondo assoluto del Draft 1988 dai Kansas City Chiefs. Uno dei migliori defensive lineman della sua epoca, Smith fu convocato sei volte per il Pro Bowl (1991-1995 e 1997) e guidò la NFL con 15 sack nel 1993. Passato ai Denver Broncos nel 1997, Smith vinse i Super Bowl XXXII e Super Bowl XXXIII. Nel secondo turno de playoff del 1998 contro i Miami Dolphins, Smith contribuì alla vittoria per 38-3 Broncos con un ritorno da fumble di 79 yard in touchdown e nel Super Bowl XXXII, recuperò un fumble chiave che permise ai Broncos di calciare un field goal.

## Palmarès
- Super Bowl : 2 Vincitore del Super Bowl (XXXII, XXXIII)
- (6) Pro Bowl (1991, 1992, 1993, 1994, 1995, 1997)
- (1) First-team All-Pro (1993)
- (3) Second-team All-Pro (1992, 1995, 1997)
- Leader della NFL in fumble forzati (1994)
- Club dei 100 sack
- Formazione ideale della NFL degli anni 1990
- Kansas City Chiefs Hall of Fame

## Statistiche
| Tackle     | 624   |
| Sack       | 104,5 |
| Intercetti | 4     |